# Jørgen Olesen
Jørgen Christian Thorndahl Olesen (født 21. januar 1924 i Aarhus C, død 13. juni 1999 i Viby) var en dansk fodboldspiller.
Jørgen Olesen begyndte at spille fodbold som niårig i AGF, og han debuterede på klubbens førstehold i 1945, hvorefter han som midtbanespiller spillede mere end 600 kampe frem til 1962. Han var i den periode med til tre gange at  vinde The Double: klubben blev dansk mester 1955, 1956, 1957 og 1960 og samtidig vinder af landspokalturneringen 1955, 1957, 1960 og 1961. 

I efteråret 1955 deltog han med AGF som den første danske klub i den nyoprettede Europacup for Mesterhold. Klubben tabte dog til det franske hold Stade de Reims.
Jørgen Olesen spillede to ungdomslandskampe for Danmark i 1948 og 1949, og han debuterede på A-landsholdet som 26-årig i en kamp om det nordiske mesterskab mod Norge i 1951 på Ullevaal i Oslo, hvor Danmark tabte 2-0. Han blev i 1957 DBUs 28. 25-landskampsjubilar, da han spillede en VM-kvalifikationskamp i Idrætsparken mod England, som Danmark tabte 4-1. 
Det blev til i alt 42 landskampe (rekord blandt AGF-spillere). Den sidste landskamp spillede han i 1962, tre måneder før han fyldte 39 år. Aldersrekorden er kun overgået af senere landstræner Morten Olsen. Det var en kamp i det nordiske mesterskab mod Sverige på Råsunda i Stockholm, hvor Danmark tabte 4-2. Han scorede to landsholdsmål; et mod Schweiz i 1954 og et mod Holland i 1956.
Jørgen Olesen var fire gange landsholdets anfører og med i truppen ved De Olympiske Lege i Helsinki 1952, hvor han dog ikke spillede. Han spillede desuden en enkelt B-landskamp i 1952.
I sit civile liv arbejdede han i en lille boghandel på Strøget i Aarhus og blev senere fuldmægtig i Provinsbanken.
I 2022 blev Jørgen Olesen indlemmet i DBU's Fodboldens Hall of Fame for at være en af de mest betydningsfulde spillere i klubbens historie.